# Zbrodnia w Mianówku
Zbrodnia w Mianówku – masowe mordy dokonywane przez Niemców w sierpniu 1941 na ludności żydowskiej z Czyżewa, Zarąb Kościelnych i okolicznych miejscowości.
Zginęło od 3000 do 5000 Żydów. Zbrodni dokonano wśród pól, w pobliżu wsi Mianówek, po zachodniej stronie drogi Szulborze – Zakrzewo-Zalesie. Do pogrzebania zwłok wykorzystano wykopane przez wojska radzieckie rowy przeciwczołgowe.
W sierpniu 1941 Niemcy polecili wszystkim Żydom w Zarębach Kościelnych (około 1500 osób) rankiem opuścić swe domy. Mieli oni zostać przewiezieni do Czyżewa, do pracy. Zgromadzonymi na polecenie amtskomisarza furmankami Żydzi zostali przewiezieni nie do Czyżewa, a do Szulborza. Zostali zgromadzeni na terenie szkoły. Według relacji Niemcy, po odebraniu Żydom bagaży, podzielili ich na trzy grupy. Mężczyzn, kobiety i dzieci. Dzieci zostały zamordowane na miejscu, na oczach rodziców. Następnie wcześniej przygotowanymi ciężarówkami Żydzi (martwi i żywi) zostali w grupach wywiezieni na pole niedaleko wsi Mianówek. Tam, nad głębokimi rowami hitlerowcy rozstrzeliwali kolejne grupy. Cypa Goldberg, pochodząca z Zarąb Kościelnych, po wojnie zeznała, że „zabitych i żywych wrzucono razem do grobu i zasypano. Z tego powodu jeszcze kilka dni po masakrze poruszała się tam ziemia i wystawały nie całkiem zasypane części ciał zamordowanych”.
Podobny los spotkał Żydów z Czyżewa. Również w sierpniu 1941 wywieziono, jak podaje Monkiewicz, ok. 1500 osób. Zostali oni rozstrzelani i pogrzebani w rowach przeciwczołgowych koło wsi Mianówek.
W 1959 r. zbiorową mogiłę ogrodzono i postawiono pomnik w języku polskim i hebrajskim o treści: „Tu w masowej mogile spoczywają szczątki 5000 Żydów, mężczyzn, kobiet i dzieci miasteczek Zaręby Kościelne, Czyżewa, Andrzejewa i okolicy bestialsko zamordowanych przez hitlerowskich ludobójców jesienią 1941 r. Jedyną ich zbrodnią było to, że byli Żydami. Cześć ich pamięci”.